# Grant Harder
Grant Harder (* 1975; † 2. Dezember 2002 in Bittern Lake) war ein kanadischer Skispringer.

## Werdegang

### Sportlerkarriere
Harder gab am 1. Dezember 1991 in Thunder Bay sein Debüt im Skisprung-Weltcup. Mit Rang 60 blieb er dabei jedoch weit hinter der Weltspitze zurück. Nach zwei Jahren startete er in der Saison 1993/94 im Skisprung-Continental-Cup. Nachdem ihm dabei 50 Punkte und Rang 116 in der Gesamtwertung gelangen, kam er im März 1994 in Thunder Bay noch einmal im Weltcup zum Einsatz. Dabei erreichte er im Teamspringen gemeinsam mit Jeremy Blackburn, Dan Kardas und John Lockyer Rang neun und im Einzelspringen Rang 54.

### Mord und Suizid
Nach der Trennung von seiner Frau erhielt Harder für seinen Sohne Cole regelmäßiges, jedoch eingeschränktes Umgangsrecht. Wegen diverser Vergehen in der Ehe sollte er sich im Dezember 2002 vor Gericht verantworten. Nachdem er seinen Sohn am 2. Dezember 2002 nach einem Wochenende bei den Großeltern abholte, verliert sich die Spur der beiden, obwohl Harder ihn zur Mutter bringen sollte. Erst in der Nacht zum 3. Dezember 2002 fand man seine Leiche und die seines Sohnes in seinem Pick-up bei Bittern Lake. Die Ermittler gehen davon aus, dass Harder erst seinen zweijährigen Sohn und danach sich selbst erschossen hat. Grund soll der Verdacht gewesen sein, dass sein Sohn nicht von ihm gewesen sei, sondern aus einer außerehelichen Affäre seiner Frau stammt.

## Erfolge

### Continental-Cup-Platzierungen
| Saison  | Platz | Punkte |
| ------- | ----- | ------ |
| 1993/94 | 116.  | 50     |